# Timočka Krajina

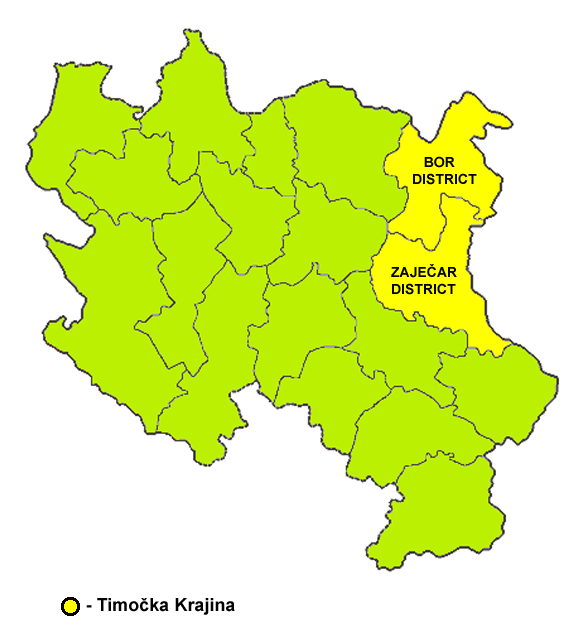
Mappa della Serbia Centrale, la Craina corrisponde ai distretti di Bor e di Zaječar nella parte nord orientale

La Timočka Krajina (in serbo Тимочка Крајина?, in romeno Valea Timocului o Timoc) è una regione geografica situata nella Serbia orientale, percorsa dal fiume Timok, che contava 284 112 abitanti al censimento del 2002.

## Storia
Tra 1385 e il 1418 il territorio di Timok fu controllato dai principi bulgari Stracimir e di Mircea cel Batran (Valachia) e poi fu occupato dai turchi. Nel anno 1830 i Serbi hanno occupato il Timok con l'aiuto dei russi che occupavano la Valacchia.
Tra il 1918 e il 1922, esistevano nell'area due distretti del Regno di Jugoslavia: il distretto Krajina, con capoluogo Negotin e il distretto Timok, con capoluogo Zaječar. Nel 1922 i due distretti furono uniti formando il neonato Timok Oblast e Zaječar ne rimase il capoluogo. Timok Oblast esistette fino al 1929 finché venne inclusa nella Morava Banovina, con capoluogo Niš. Attualmente ci sono due distretti nell'area: il distretto di Bor e il distretto di Zaječar, che prendono nome dai rispettivi capoluoghi.

## Geografia
La superficie della Timočka Krajina corrisponde pressoché all'area coperta dai distretti di Bor e di Zaječar ed include 8 comuni:
- Zaječar
- Bor
- Negotin
- Knjaževac
- Sokobanja
- Kladovo
- Boljevac
- Majdanpek

La città più importante della zona è Zaječar.

## Gruppi etnici in Timočka Krajina (censimento 2002)
- Serbi = 243.148 (85,58%)
- Valacchi = 23.604 (8,31%)
- Zingari = 2.723 (0,96%)

## Lingue
Tradizionalmente gli abitanti della Timočka Krajina parlano il dialetto torlacco. Tuttavia nelle comunicazioni formali, viene utilizzato lo štokavo, il principale dialetto serbo. I valacchi parlano la lingua romena.

## Religione
La quasi totalità della popolazione della Timočka Krajina segue la Chiesa ortodossa serba.

## Economia
La regione è ricca di rame e miniere d'oro, specialmente nelle aree di Bor e Majdanpeck.